# 668 Dora
668 Dora je asteroid v glavnem asteroidnem pasu. Pripada družini asteroidov Dora. 

## Odkritje
Asteroid Doro je odkril August Kopff 27. julija 1908 v Heidelbergu. Asteroid je dobil ime po prijateljici soproge odkritelja.  

## Lastnosti
Spada med asteroide tipa Ch  (po načinu SMASS) .